# Colombia en la Vuelta a España
La Vuelta a España inició su andadura en 1935 y el primer ciclista colombiano en correrla fue Giovanni Jiménez Ocampo en 1974. La primera participación de un equipo colombiano se remonta a la edición de la 1985, cuando el equipo patrocinado por Pilas Varta y Café de Colombia, capitaneado por Lucho Herrera, formó parte del pelotón de salida. El ciclista con mayor número de participaciones en la carrera española es el siguiente:
| Participaciones | Ciclista    | Ediciones                                            |
| --------------- | ----------- | ---------------------------------------------------- |
| 9               | Néstor Mora | 1986, 1987, 1988, 1989, 1990, 1991, 1992, 1993, 1994 |

## Victorias y podiums en la Vuelta
Dos colombianos han conseguido ganar la Vuelta a España, Lucho Herrera en 1987 y Nairo Quintana en 2016. Cinco ciclistas más han ocupado un lugar en el pódium, uno como subcampeón, y cuatro como tercer puesto con el siguiente detalle:
| Puesto | Ciclista              | Edición |
| ------ | --------------------- | ------- |
| 1º     | Lucho Herrera         | 1987    |
| 1º     | Nairo Quintana        | 2016    |
| 2º     | Fabio Parra           | 1989    |
| 3º     | Pacho Rodríguez       | 1985    |
| 3º     | Óscar de Jesús Vargas | 1989    |
| 3º     | Esteban Chaves        | 2016    |
| 3º     | Miguel Ángel López    | 2018    |

## Vencedores de etapa
El primer ciclista colombiano que consiguió una victoria de etapa en la Vuelta a España fue Antonio Agudelo en 1985, quien en su primera participación se impuso el 30 de abril en la 15.ª etapa entre Cangas de Onís y Alto Campoo. Desde entonces, y hasta la edición de 2023, 23 ciclistas han logrado un total de 38 victorias de etapa con el siguiente detalle:
| Victorias | Ciclista               | Etapas |
| --------- | ---------------------- | --- |
| 3         | Pacho Rodríguez        | 1985 - 11.ª etapa: Tremp - Andorra 1985 - 12.ª etapa: Andorra - Pal 1987 - 21.ª etapa: Palazuelos de Eresma (Destilerías Dyc) - Collado Villalba                             |
| 3         | Félix Cárdenas         | 2000 - 9.ª etapa: Sabadell - La Molina 2003 - 16.ª etapa: Jaén - Sierra Nevada 2004 - 17.ª etapa: Plasencia - La Covatilla                                                   |
| 3         | Santiago Botero        | 2001 - 7.ª etapa: Torrelavega - Torrelavega 2001 - 21.ª etapa: Madrid 2002 - 16.ª etapa: Avilés - León                                                                       |
| 3         | Miguel Ángel López     | 2017 – 11.ª etapa: Lorca - Observatorio de Calar Alto 2017 – 15.ª etapa: Alcalá la Real - Estación de esquí de Sierra Nevada 2021 – 18.ª etapa: Salas - Alto del Gamoniteiro |
| 2         | Lucho Herrera          | 1987 – 11.ª etapa: Santander - Lagos de Covadonga 1991 – 15.ª etapa: Santander - Lagos de Covadonga                                                                          |
| 2         | Fabio Parra            | 1988 – 12.ª etapa: Jaca - Estación de Cerler 1991 – 13.ª etapa: Ezcaray - Valdezcaray                                                                                        |
| 2         | Alberto Camargo        | 1989 – 20.ª etapa: Collado Villalba - Destilerías Dyc 1990 – 11.ª etapa: San Isidro - Naranco                                                                                |
| 2         | Oliverio Rincón        | 1993 – 17.ª etapa: Santander - Lagos de Covadonga 1996 – 17.ª etapa: Sabiñánigo - Cerler/Ampriu                                                                              |
| 2         | Esteban Chaves         | 2015 – 2.ª etapa: Alhaurín de la Torre - Caminito del Rey 2015 – 6.ª etapa: Córdoba - Sierra de Cazorla                                                                      |
| 2         | Nairo Quintana         | 2016 – 10.ª etapa: Lugones - Lagos de Covadonga 2019 – 2.ª etapa: Benidorm - Calpe                                                                                           |
| 2         | Juan Sebastián Molano  | 2022 – 21.ª etapa: Las Rozas de Madrid - Madrid 2023 – 12.ª etapa: Ólvega - Zaragoza                                                                                         |
| 1         | Antonio Agudelo        | 1985 – 7.ª etapa: Cangas de Onís - Alto Campoo |
| 1         | Carlos Emiro Gutiérrez | 1987 – 13.ª etapa: Luarca - Ferrol |
| 1         | Omar Hernández         | 1987 – 20.ª etapa: Ávila - Palazuelos de Eresma (Destilerías Dyc) |
| 1         | Néstor Mora            | 1990 – 8.ª etapa: Cáceres - Guijuelo |
| 1         | Martín Farfán          | 1990 – 17.ª etapa: Jaca - Estación de Cerler |
| 1         | Julio César Cadena     | 1992 – 10.ª etapa: Luz-Saint-Sauveur - Sabiñánigo |
| 1         | Ángel Yesid Camargo    | 1994 – 10.ª etapa: Igualada - Ordino Arcalis (Andorra) |
| 1         | Victor Hugo Peña       | 2004 – 8.ª etapa: Almusafes - Almusafes |
| 1         | Leonardo Duque         | 2007 – 16.ª etapa: Jaén - Puertollano |
| 1         | Winner Anacona         | 2014 – 8.ª etapa: Carboneras de Guadazaón - Aramón Valdelinares |
| 1         | Sergio Higuita         | 2019 – 18.ª etapa: Colmenar Viejo - Becerril de la Sierra |
| 1         | Rigoberto Urán         | 2022 – 17.ª etapa: Aracena - Monasterio de Tentudía |

## Jerseys

### Jersey de líder
Aunque a lo largo de la historia ha variado de color desde 2010 un jersey rojo es la prenda que identifica al líder de la clasificación general de la prueba. Los dos únicos colombianos ganadores de la Vuelta a España ostentan además sendos récords: de una parte, Lucho Herrera fue el primero en vestir la camiseta de líder pues durante la edición de 1987 lo llevó durante 11 días; de otra, Nairo Quintana es el colombiano que mayor número de días la ha vestido ya que la ha portado en total 14 días repartido así: en 2014 (1), en 2016 (12) y en 2019 (1). Otros seis ciclistas han vestido el jersey de líder con el siguiente detalle: 
| Días de líder | Ciclista           | Ediciones        |
| ------------- | ------------------ | ---------------- |
| 14            | Nairo Quintana     | 2014, 2016, 2019 |
| 11            | Lucho Herrera      | 1987             |
| 9             | Omar Hernández     | 1989             |
| 6             | Esteban Chaves     | 2015             |
| 4             | Darwin Atapuma     | 2016             |
| 3             | Miguel Ángel López | 2019             |
| 2             | Santiago Botero    | 2001             |
| 1             | Martín Farfán      | 1989             |

### Jersey a lunares
Desde 2010 el jersey de lunares azules identifica al mejor escalador de la prueba. La clasificación de mejor escalador se creó en la edición de 1935 y a lo largo de la historia el jersey ha variado varias veces de color. En la historia de la Vuelta cuatro ciclistas colombianos han logrado 6 victorias en la clasificación del Gran Premio de la montaña en la Vuelta a España: 
| Victorias | Ciclista              | Ediciones  |
| --------- | --------------------- | ---------- |
| 2         | Lucho Herrera         | 1987, 1991 |
| 2         | Félix Cárdenas        | 2003, 2004 |
| 1         | Óscar de Jesús Vargas | 1989       |
| 1         | Martín Farfán         | 1990       |

### Jersey blanco
Creado en la edición de 1970, el jersey blanco identifica al líder de la combinada. Esta clasificación se ha entregado entre 1970 y 1974; entre 1986 y 1993 y entre 2002 y 2018. La clasificación se decide tras una sumatoria que tiene en cuenta los puestos de los corredores en la clasificación general, la clasificación por puntos y la de la montaña. Los ciclistas colombianos han obtenido dos victorias en la categoría de la combinada de la vuelta: 
| Victorias | Ciclista              | Edición |
| --------- | --------------------- | ------- |
| 1         | Óscar de Jesús Vargas | 1989    |
| 1         | Nairo Quintana        | 2016    |

## Victorias en otras clasificaciones
Entre 1984 y 1992 se entregó en la Vuelta a España un reconocimiento al mejor neoprofesional en la clasificación general de la carrera. Cuatro ciclistas consiguieron ese reconocimiento: Edgar Corredor en 1984, Fabio Parra en 1985, Omar Hernández en 1986 y Oliverio Rincón en 1991. En la edición de 2017 fue reconocido Miguel Ángel López como mejor joven en la clasificación general.
En 1987 el equipo Ryalcao-Postobón consiguió el triunfo en la clasificación por equipos.

## Equipos
Durante más de 35 años diferentes estructuras de origen y capital colombiano han participado con equipos en la Vuelta a España según se muestra a continuación:
| Participaciones | Equipo             | Ediciones                                |
| --------------- | ------------------ | ---------------------------------------- |
| 7               | Ryalcao-Postobón   | 1986, 1987, 1988, 1989, 1990, 1991, 1992 |
| 6               | Café de Colombia   | 1985, 1986, 1987, 1988, 1989, 1990       |
| 2               | Pony Malta Avianca | 1988, 1990                               |
| 2               | Avianca Telecom    | 1997, 1998                               |
| 1               | Gaseosas Glacial   | 1993                                     |
| 1               | Team Colombia      | 2015                                     |
| 1               | Manzana Postobón   | 2017                                     |

## Relación total de participantes
Junto a Néstor Mora, y hasta la edición de 2024, 131 ciclistas colombianos más han tomado la partida en la Vuelta a España, según se muestra a continuación:
| Participaciones | Ciclista                   | Ediciones                                      |
| --------------- | -------------------------- | ---------------------------------------------- |
| 8               | Carlos Mario Jaramillo     | 1985, 1986, 1987, 1988, 1989, 1990, 1991, 1992 |
| 8               | Rigoberto Urán             | 2010, 2012, 2013, 2014, 2018, 2019, 2022, 2024 |
| 7               | Fabio Parra                | 1985, 1986, 1988, 1989, 1990, 1991, 1992       |
| 7               | Víctor Hugo Peña           | 1998, 1999, 2000, 2001, 2002, 2004, 2005       |
| 7               | Sergio Luis Henao          | 2012, 2013, 2015, 2018, 2019, 2020, 2021       |
| 7               | Nairo Quintana             | 2012, 2014, 2015, 2016, 2018, 2019, 2024       |
| 7               | Esteban Chaves             | 2014, 2015, 2016, 2017, 2019, 2020, 2022       |
| 6               | Lucho Herrera              | 1985, 1987, 1988, 1990, 1991, 1992             |
| 6               | Óscar de Jesús Vargas      | 1987, 1988, 1989, 1990, 1991, 1992             |
| 6               | Martín Farfán              | 1989, 1990, 1991, 1992, 1993, 1995             |
| 6               | Oliverio Rincón            | 1991, 1992, 1993, 1994, 1995, 1995             |
| 6               | Mauricio Ardila            | 2005, 2006, 2007, 2008, 2010, 2011             |
| 6               | Santiago Botero            | 1997, 2000, 2001, 2002, 2004, 2005             |
| 6               | Leonardo Duque             | 2006, 2007, 2008, 2009, 2012, 2015             |
| 6               | Miguel Ángel López         | 2016, 2017, 2018, 2019, 2021, 2022             |
| 5               | Edgar Corredor             | 1984, 1985, 1986, 1991, 1992                   |
| 5               | Martín Ramírez             | 1985, 1987, 1988, 1989, 1990                   |
| 5               | Pablo Wilches              | 1985, 1986, 1987, 1989, 1990                   |
| 5               | Pacho Rodríguez            | 1985, 1986, 1987, 1988, 1990                   |
| 5               | Omar Hernández             | 1986, 1987, 1989, 1990, 1991                   |
| 5               | Héctor Julio Patarroyo     | 1986, 1987, 1988, 1989, 1990                   |
| 5               | Henry Cárdenas             | 1987, 1988, 1990, 1991, 1992                   |
| 5               | Pedro Saúl Morales         | 1987, 1988, 1989, 1990, 1991                   |
| 5               | Gerardo Moncada            | 1987, 1988, 1989, 1990, 1991                   |
| 5               | William Palacio            | 1988, 1989, 1990, 1991, 1992                   |
| 5               | Alberto Camargo            | 1989, 1990, 1992, 1993, 1994                   |
| 5               | Hernán Buenahora           | 1991, 1992, 1993, 1996, 2004                   |
| 5               | Juan Sebastián Molano      | 2017, 2019, 2021, 2022, 2023                   |
| 4               | Antonio Agudelo            | 1985, 1986, 1988, 1989                         |
| 4               | Samuel Cabrera             | 1985, 1986, 1987, 1988                         |
| 4               | Luis Fernando Mosquera     | 1986, 1987, 1988, 1989                         |
| 4               | Abelardo Rondón            | 1986, 1987, 1990, 1991                         |
| 4               | Marco Antonio León         | 1986, 1987, 1988, 1989                         |
| 4               | Julio César Cadena         | 1988, 1990, 1992, 1994                         |
| 4               | Álvaro Mejía               | 1990, 1991, 1992, 1995                         |
| 4               | Félix Cárdenas             | 2000, 2001, 2003, 2004                         |
| 4               | Winner Anacona             | 2012, 2013, 2014, 2018                         |
| 4               | Darwin Atapuma             | 2015, 2016, 2017, 2019                         |
| 3               | Patrocinio Jiménez         | 1984, 1986, 1987                               |
| 3               | Alirio Chizabas            | 1986, 1987, 1988                               |
| 3               | Juan Carlos Castillo       | 1986, 1987, 1989                               |
| 3               | Rubén Darío Beltrán        | 1988, 1989, 1993                               |
| 3               | Luis Alberto González      | 1988, 1990, 1993                               |
| 3               | Álvaro Sierra              | 1990, 1991, 1993                               |
| 3               | Fabio Hernán Rodríguez     | 1990, 1992, 1993                               |
| 3               | José Castelblanco          | 1997, 1998, 1999                               |
| 3               | Iván Ramiro Parra          | 1999, 2000, 2004                               |
| 3               | Carlos Alberto Betancur    | 2013, 2014, 2017                               |
| 3               | Sergio Higuita             | 2019, 2022, 2023                               |
| 3               | Daniel Martínez            | 2019, 2020, 2024                               |
| 3               | Santiago Buitrago          | 2020, 2022, 2023                               |
| 2               | Giovanni Jiménez Ocampo    | 1974, 1978                                     |
| 2               | Rogelio Arango             | 1985, 1986                                     |
| 2               | Carlos Emiro Gutiérrez     | 1986, 1987                                     |
| 2               | Reynel Montoya             | 1986, 1988                                     |
| 2               | Segundo Chaparro           | 1986, 1987                                     |
| 2               | Rafael Acevedo             | 1986, 1988                                     |
| 2               | Israel Corredor            | 1987, 1989                                     |
| 2               | Argemiro Bohórquez         | 1987, 1988                                     |
| 2               | Gustavo Wilches            | 1988, 1990                                     |
| 2               | Celio Roberto Roncancio    | 1988, 1990                                     |
| 2               | Álvaro Lozano              | 1988, 1990                                     |
| 2               | Arsenio Chaparro           | 1989, 1990                                     |
| 2               | Demetrio Cuspoca           | 1990, 1993                                     |
| 2               | Ángel Yesid Camargo        | 1993, 1994                                     |
| 2               | Luis Espinosa              | 1993, 1994                                     |
| 2               | Julio César Aguirre        | 1997, 1998                                     |
| 2               | Jairo Hernández Montoya    | 1997, 1998                                     |
| 2               | Carlos Andrés Osorio       | 1997, 1998                                     |
| 2               | Federico Muñoz             | 1997, 1998                                     |
| 2               | Walter Pedraza             | 2008, 2015                                     |
| 2               | Fabio Duarte               | 2011, 2015                                     |
| 2               | Cayetano Sarmiento         | 2012, 2013                                     |
| 2               | Jonathan Restrepo          | 2016, 2018                                     |
| 2               | Juan Felipe Osorio         | 2017, 2020                                     |
| 2               | Brandon Rivera             | 2020, 2024                                     |
| 2               | Egan Bernal                | 2021, 2023                                     |
| 2               | Diego Andrés Camargo       | 2021, 2023                                     |
| 2               | Harold Tejada              | 2022, 2024                                     |
| 2               | Einer Rubio                | 2023, 2024                                     |
| 1               | Alfonso Flórez Ortiz       | 1985                                           |
| 1               | Marco Aurelio Bernal       | 1986                                           |
| 1               | José Alfonso López         | 1986                                           |
| 1               | Hernán Cristóbal Díaz      | 1986                                           |
| 1               | Herman Loaiza              | 1986                                           |
| 1               | Froylan Morales            | 1987                                           |
| 1               | José Hipólito Roncancio    | 1988                                           |
| 1               | Víctor Hugo Olarte         | 1988                                           |
| 1               | Manuel Cárdenas Espitia    | 1988                                           |
| 1               | Lino Casas                 | 1988                                           |
| 1               | Rafael Tolosa              | 1988                                           |
| 1               | Ramón Tolosa               | 1988                                           |
| 1               | William Pulido             | 1989                                           |
| 1               | Eduardo Acevedo            | 1989                                           |
| 1               | Juan Carlos Arias          | 1990                                           |
| 1               | Marco A. Carreño           | 1990                                           |
| 1               | Pablo Rincón               | 1991                                           |
| 1               | Fabio Moreno Guerrero      | 1993                                           |
| 1               | Armando Moreno Guerrero    | 1993                                           |
| 1               | Israel Ochoa               | 1993                                           |
| 1               | Julio César Rangel         | 1993                                           |
| 1               | Miguel Sanabria            | 1993                                           |
| 1               | Santiago Amador            | 1993                                           |
| 1               | Carlos Contreras           | 1997                                           |
| 1               | Héctor Iván Palacio        | 1997                                           |
| 1               | Juan Diego Ramírez         | 1997                                           |
| 1               | Efraín Rico                | 1997                                           |
| 1               | Luis Ricardo Mesa Saavedra | 1998                                           |
| 1               | Chepe González             | 1998                                           |
| 1               | Heberth Gutiérrez          | 2004                                           |
| 1               | Freddy González            | 2005                                           |
| 1               | José Serpa                 | 2014                                           |
| 1               | Julián Arredondo           | 2014                                           |
| 1               | Alex Cano                  | 2015                                           |
| 1               | Carlos Quintero            | 2015                                           |
| 1               | Brayan Ramírez             | 2015                                           |
| 1               | Miguel Ángel Rubiano       | 2015                                           |
| 1               | Rodolfo Torres             | 2015                                           |
| 1               | Juan Pablo Valencia        | 2015                                           |
| 1               | Jarlinson Pantano          | 2017                                           |
| 1               | Hernán Aguirre             | 2017                                           |
| 1               | Aldemar Reyes Ortega       | 2017                                           |
| 1               | Fernando Orjuela           | 2017                                           |
| 1               | Hernando Bohórquez         | 2017                                           |
| 1               | Bernardo Suaza             | 2017                                           |
| 1               | Nelson Soto                | 2018                                           |
| 1               | Sebastián Henao            | 2019                                           |
| 1               | Fernando Gaviria           | 2019                                           |
| 1               | Jhojan García              | 2020                                           |
| 1               | Iván Ramiro Sosa           | 2020                                           |
| 1               | Santiago Umba              | 2024                                           |